# Conan el Bárbaro (videojuegos)
Varios videojuegos han sido concebidos para ser jugados en el universo de Conan el Bárbaro, personaje que Robert Ervin Howard creó en 1932 y que pronto situó en una antigua era de ficción a la que llamó Era Hiboria.

## Conan: Hall of Volta(1984)
Esta versión fue creada para las series de ordenadores Apple II, Amiga, Atari ST, MS-DOS y Commodore 64 en 1984.

## Conan(1989)
Videojuego publicado por Mindscape para el sistema Nintendo Entertainment.

## Conan: The Mysteries of Time(1990)
Una versión del juego Myth: History in the Making que, programado por System 3, fue rebautizado como Conan y comercializado para el sistema Nintendo Entertainment. Publicado por Mindscape en 1990.

## Conan: The Cimmerian(1991)
Virgin Games, Inc. comercializó este juego para el sistema MS-DOS a partir de 1991.

## Conan(2004)
Un juego en perspectiva de tercera persona desarrollado por Cauldron Software y publicado por TDK en 2004.

## Conan(2007)
Publicado en Estados Unidos el 23 de octubre de 2007, éste es otro juego en perspectiva de tercera persona, pero editado para Xbox 360 y PlayStation 3

## Age of Mythology: (Campaña Conan el Bárbaro)
Esta campaña está disponible para la expansión del juego (The Titans) y se puede conseguir en internet, es un fanmade que representa la película de 1982, por medio del creador de escenarios.